# Heinrich von Löbell
Heinrich Karl Eduard von Löbell (* 16. Dezember 1816 in Bromberg; † 18. Oktober 1901 in Pankow) war ein preußischer Oberst, Militärschriftsteller und Schriftleiter des Militär-Wochenblattes. 

## Leben

### Herkunft
Er war der Sohn der preußischen Majors Heinrich Christian von Loebell (1780–1822) und dessen Ehefrau Philippine Henriette, geborene von Stößer (1794–1873).

### Karriere
Nach seiner Erziehung im Kadettenkorps wurde Löbell am 5. August 1833 als Sekondeleutnant in der 1. Artilleriebrigade der Preußischen Armee angestellt. Unter Versetzung zur 5. Artilleriebrigade avancierte er Ende Februar 1844 zum Premierleutnant. Nach einer Kommandierung zur Dienstleistung bei der Artillerieabteilung des Kriegsministeriums wurde Löbell Anfang Mai 1850 Hauptmann und Kompaniechef sowie am 27. Mai 1852 zum Artillerieoffizier des Platzes Silberberg ernannt. Unter Stellung à la suite der 6. Artilleriebrigade war er als Lehrer an der Vereinigten Artillerie- und Ingenieurschule sowie als Mitglied der Artillerieprüfungskommission in Berlin tätig. Von seinem Kommando an der Schule am 1. April 1856 entbunden, wurde Löbell Ende Oktober zum Mitglied der Prüfungskommission für Premierleutnants der Artillerie ernannt sowie am 4. Juni 1857 als überzähliger Major à la suite der 4. Artilleriebrigade gestellt und am 13. September in die Garde-Artilleriebrigade versetzt. Neben seiner Tätigkeit im Truppendienst war Löbell ab Mitte Dezember 1860 Mitglied der Studienkommission für die neuerrichteten Kriegsschulen. Am 3. Juni 1862 wurde er zum Mitglied der Studienkommission für das Kadettenkorps ernannt und in dieser Eigenschaft am 3. Oktober 1861 zum Oberstleutnant befördert. Im Winter 1862/63 gehörte Löbell einer Kommission an, die unter Leitung des Chefs des Generalstabes der Armee von Moltke die Nord- und Ostseeküste bereiste, um einen Plan zur Befestigung und Verteidigung zu erstellen. Am 25. Juni 1864 erfolgte mit der Beförderung zum Oberst seine Ernennung zum Kommandeur des Ostpreußischen Feldartillerie-Regiments Nr. 1 in Königsberg. Von diesem Posten wurde er nach einem Jahr entbunden und zur Dienstleistung bei der Generalinspektion der technischen Institute der Artillerie nach Berlin kommandiert. Am 24. Oktober wurde Löbell zum stimmberechtigten Mitglied im Generalartilleriekomitee ernannt und am 5. November 1865 unter Belassung in diesem Verhältnis als Kommandeur zum Niederschlesischen Artillerie-Regiment Nr. 5 in Posen versetzt. In Genehmigung seines Abschiedsgesuches wurde Löbell am 9. Mai 1866 mit der gesetzlichen Pension zur Disposition gestellt.
Nach seiner Verabschiedung hatte Löbell von 1867 bis 1875 den Lehrstuhl für Waffenlehre an der Kriegsakademie inne und war bis 1881 Mitglied der Studienkommission für das Kadettenkorps. Er betätigte sich bis zu seinem Tod als Militärschriftsteller und rief 1871 die bis 1919 erscheinenden Jahrbücher für die Deutsche Armee und Marine ins Leben. Nach zwei Jahren legte er die Schriftleitung nieder und begründete gemeinsam mit dem Theodor Toesche, Chef des Mittler Verlages, die nach ihm benannten Jahresberichte über die Veränderungen und Fortschritte im Militärwesen. Löbell publizierte 1876 bis 1880 zu den Themen Artillerie und Waffenlehre auch in dem von Bernhard von Poten herausgegebenen Handwörterbuch der gesamten Militärwissenschaften. Nach dem Tod von August von Witzleben übernahm er am 1. Juli 1880 die Schriftleitung des Militär-Wochenblattes, die Löbell bis Ende 1888 führte. Anlässlich seines Ausscheidens verlieh Kaiser Wilhelm II. ihm den Kronenordens II. Klasse. Er war zudem seit 1861 Ritter des Verdienstordens der Bayerischen Krone.
Löbell verstarb unverheiratet.